# Bossiaea ornata
Bossiaea ornata är en ärtväxtart som beskrevs av George Bentham. Bossiaea ornata ingår i släktet Bossiaea och familjen ärtväxter. Inga underarter finns listade i Catalogue of Life.